# Naticidae
Naticidae (nomeadas, em inglês, sand snails, moon snails, ear moon snails, necklace shells ou shark eyes -pl.; este último nome apenas para a espécie Neverita duplicata) é uma família de moluscos gastrópodes, marinhos e predadores, classificada por Lansdown Guilding, em 1834, e pertencente à subclasse Caenogastropoda e ordem Littorinimorpha, sendo os únicos representantes da superfamília Naticoidea. Sua distribuição geográfica abrange principalmente os oceanos tropicais e temperados da Terra, desde a zona entremarés até vários milhares de metros de profundidade, em bentos lodosos ou arenosos.

## Descrição
Compreende, em sua totalidade, caramujos ou búzios de conchas globulares, ovais ou em formato auricular, com espiral geralmente baixa, grande volta terminal e superfície lisa ou, mais raramente, com finas linhas espirais, pouco ou muito desenhada por manchas, faixas ou pintas; de dimensões normalmente pequenas a medianas, com poucas atingindo tamanhos superiores aos 5 centímetros de comprimento e com sua maior espécie sendo Neverita lewisii, cuja concha chega a mais de 15 centímetros. Sua abertura geralmente é semicircular, não possui canal sifonal e tem o lábio externo fino. Seu umbílico pode ser aberto, parcialmente ou totalmente coberto. O opérculo pode ser córneo ou calcário; neste último caso, dotado de complexas esculturas em sua superfície e característico da subfamília Naticinae.

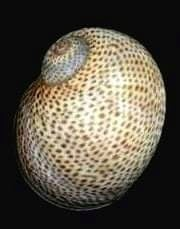
A concha de Naticarius stercusmuscarum (Gmelin, 1791), espécie distribuída pelo mar Mediterrâneo e África Ocidental.

## Alimentação e hábitos
Os Naticidae são animais carnívoros dotados de um grande pé musculoso para se enterrar em fundos com substrato de areia e lama, por vezes deixando seus rastros sobre a superfície. Se alimentam principalmente de moluscos Bivalvia, mas também podem se alimentar de outros gastrópodes. Desenvolveram um modo característico de se alimentar de suas presas, ao envolvê-las com o pé e fazendo um buraco nas conchas, com sua rádula e uma secreção ácida, para alcançar as partes moles com a sua probóscide. Durante a postura, depositam massas de ovos que formam uma espécie de colar de areia; daí sendo nomeados necklace shells.

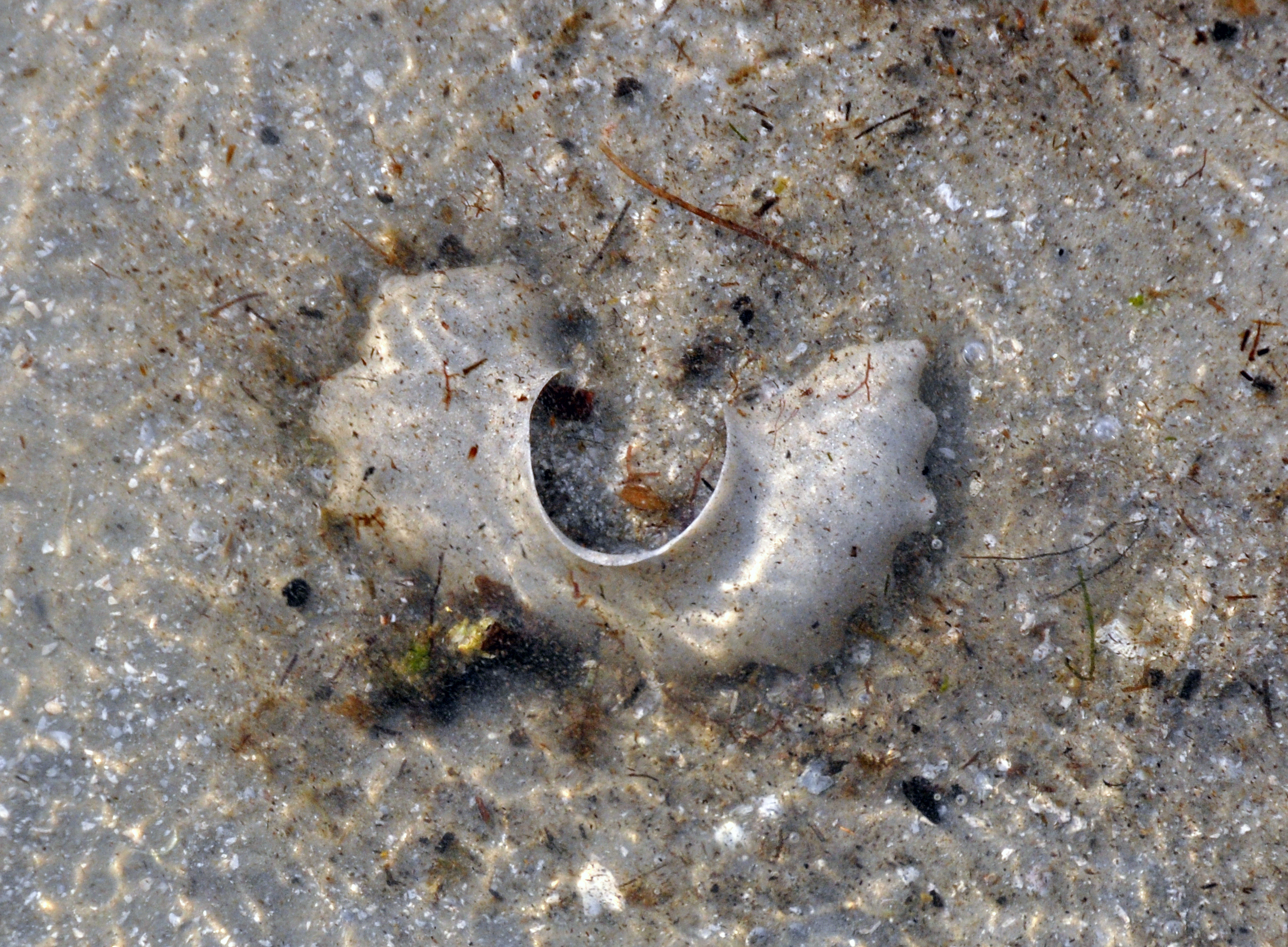
Os moluscos da família Naticidae depositam massas de ovos que formam uma espécie de colar de areia;[13][18] daí sendo nomeados necklace shells.

## Classificação deNaticidae: subfamílias e gêneros viventes
De acordo com o World Register of Marine Species, incluindo sinonímia (=).
Benthobulbus McLean, 1995
Laguncula Benson, 1842
= Bensonia Gray, 1847
= Scarlatia Schileyko, 1977
Pliconacca K. Martin, 1914
Subfamília Globisininae Powell, 1933
Falsilunatia Powell, 1951
Globisinum Marwick, 1924
Subfamília Naticinae Guilding, 1834
Cochlis Röding, 1798
Cryptonatica Dall, 1892
= Boreonatica Golikov & Kussakin, 1974
= Sulconatica Golikov & Kussakin, 1974
Natica Scopoli, 1777
Naticarius Duméril, 1805
Notocochlis Powell, 1933
Paratectonatica Azuma, 1961
Proxiuber Powell, 1933
Stigmaulax Mörch, 1852
Tanea Marwick, 1931
Tasmatica Finlay & Marwick, 1937
Tectonatica Sacco, 1890
Subfamília Polinicinae Gray, 1847
Amauropsis Mörch, 1857
Bulbus T. Brown, 1839
Conuber Finlay & Marwick, 1937
Euspira Agassiz, 1837
= Lunatia Gray, 1847
Friginatica Hedley, 1916
Glossaulax Pilsbry, 1929
Hypterita Woodring, 1957
Kerguelenatica Powell, 1951
Mammilla Schumacher, 1817
Neverita Risso, 1826
Polinices Montfort, 1810
= Eucaryum Ehrenberg, 1831
= Mamma H. Adams & A. Adams, 1853
Pseudopolinices Golikov & Sirenko, 1983
Sinuber Powell, 1951
Uberella Finlay, 1928
Subfamília Sininae Woodring, 1928
Calinaticina J. Q. Burch & G. B. Campbell, 1963
Eunaticina P. Fischer, 1885
Gennaeosinum Iredale, 1929
Sigatica Meyer & Aldrich, 1886
Sinum Röding, 1798
= Sigaretus Lamarck, 1799

## Uso humano
Na culinária coreana os moluscos Naticidae, da espécie Neverita didyma, são denominados golbaengi (골뱅이) e servidos como golbaengi-muchim (골뱅이무침 - golbaengi com salada temperada). Outra espécie comestível, do Indo-Pacífico, é Natica stellata. No Brasil, as conchas de seis espécies de Naticidae foram encontradas em sambaquis; quase todas elas tendo importância arqueológica desconhecida e apenas Sinum perspectivum citado como espécie alimentícia.

Cinco vistas da concha de Sinum perspectivum (Say, 1831);[4] espécime proveniente da Flórida, Estados Unidos; uma espécie alimentícia.[13]